# Chung kết Giải vô địch bóng đá nữ thế giới 2003
Trận chung kết Giải vô địch bóng đá nữ thế giới 2003 là trận đấu bóng đá diễn ra ngày 14 tháng 11 năm 2003 giữa Đức và Thụy Điển nhằm xác định nhà vô địch của giải bóng đá nữ thế giới. Trận đấu được tổ chức trên sân vận động The Home Depot Center, mà ngày có tên là StubHub Center, thuộc địa phận thành phố Carson, California, Hoa Kỳ. Đức thắng 2–1 trong thời gian hiệp phụ.

## Đường tới chung kết
| Đội       | Điểm | Trận | T | H | B | BT | BB | HS  |
| --------- | ---- | ---- | - | - | - | -- | -- | --- |
| Đức       | 9    | 3    | 3 | 0 | 0 | 13 | 2  | +11 |
| Canada    | 6    | 3    | 2 | 0 | 1 | 7  | 5  | +2  |
| Nhật Bản  | 3    | 3    | 1 | 0 | 2 | 7  | 6  | +1  |
| Argentina | 0    | 3    | 0 | 0 | 3 | 1  | 15 | −14 |

| Đội               | Điểm | Trận | T | H | B | BT | BB | HS  |
| ----------------- | ---- | ---- | - | - | - | -- | -- | --- |
| Hoa Kỳ            | 9    | 3    | 3 | 0 | 0 | 11 | 1  | +10 |
| Thụy Điển         | 6    | 3    | 2 | 0 | 1 | 5  | 3  | +2  |
| CHDCND Triều Tiên | 3    | 3    | 1 | 0 | 2 | 3  | 4  | -1  |
| Nigeria           | 0    | 3    | 0 | 0 | 3 | 0  | 11 | −11 |

## Chi tiết trận đấu
| Đức                      | 2–1 btv | Thụy Điển     |
| ------------------------ | ------- | ------------- |
| Meinert 46' · Künzer 98' | Báo cáo | Ljungberg 41' |

| Đức | Thụy Điển |

| GK                | 1  | Silke Rottenberg     |  |     |
| DF                | 2  | Kerstin Stegemann    |  |     |
| DF                | 17 | Ariane Hingst        |  |     |
| DF                | 13 | Sandra Minnert       |  |     |
| DF                | 19 | Stefanie Gottschlich |  |     |
| MF                | 18 | Kerstin Garefrekes   |  | 76' |
| MF                | 10 | Bettina Wiegmann (c) |  |     |
| MF                | 6  | Renate Lingor        |  |     |
| MF                | 7  | Pia Wunderlich       |  | 88' |
| FW                | 14 | Maren Meinert        |  |     |
| FW                | 9  | Birgit Prinz         |  |     |
| Thay người:       |    |                      |  |     |
| DF                | 4  | Nia Künzer           |  | 88' |
| FW                | 11 | Martina Müller       |  | 76' |
| Huấn luyện viên:  |    |                      |  |     |
| Tina Theune-Meyer |    |                      |  |     |

| GK                     | 1  | Caroline Jönsson  |  |     |
| DF                     | 4  | Hanna Marklund    |  |     |
| DF                     | 2  | Karolina Westberg |  |     |
| DF                     | 3  | Jane Törnqvist    |  |     |
| DF                     | 7  | Sara Larsson      |  | 76' |
| MF                     | 9  | Malin Andersson   |  | 53' |
| MF                     | 18 | Frida Östberg     |  |     |
| MF                     | 6  | Malin Moström (c) |  |     |
| MF                     | 17 | Anna Sjöström     |  | 53' |
| FW                     | 10 | Hanna Ljungberg   |  |     |
| FW                     | 11 | Victoria Svensson |  |     |
| Thay người:            |    |                   |  |     |
| DF                     | 5  | Kristin Bengtsson |  | 76' |
| MF                     | 14 | Linda Fagerström  |  | 53' |
| MF                     | 15 | Therese Sjögran   |  | 53' |
| Huấn luyện viên:       |    |                   |  |     |
| Marika Domanski-Lyfors |    |                   |  |     |

| Điều hành trận đấu - Trợ lý trọng tài: - Irina Mirt (România) - Katarzyna Wierzbowska (Ba Lan) - Trọng tài thứ tư: Sonia Denoncourt (Canada) |